# Distretto della Riviera-Pays-d'Enhaut
Il distretto della Riviera-Pays-d'Enhaut è un distretto del Canton Vaud, in Svizzera. Il capoluogo è Vevey.
È stato creato nel 2008 dai comuni dei precedenti distretti di Pays-d'Enhaut e Vevey.

## Comuni
| Comune                |
| --------------------- |
| Blonay – Saint-Légier |
| Chardonne             |
| Château-d'Œx          |
| Corseaux              |
| Corsier-sur-Vevey     |
| Jongny                |
| La Tour-de-Peilz      |
| Montreux              |
| Rossinière            |
| Rougemont             |
| Vevey                 |
| Veytaux               |
| Totale: 12            |